# Bahnhof Langenhagen Pferdemarkt
Der Bahnhof Langenhagen Pferdemarkt (bis 27. Mai 2000 Langenhagen (Han)) ist ein 1890 eröffneter Bahnhof in der Stadt Langenhagen nördlich der niedersächsischen Landeshauptstadt Hannover. Zurzeit wird er von den Linien S4 und S5 der S-Bahn Hannover bedient. Während er in der ersten Hälfte des 20. Jahrhunderts der einzige Bahnhof Langenhagens war, wurden wegen der zunehmenden Ausdehnung Langenhagens und der Erschließung des Flughafens Hannover-Langenhagen drei benachbarte Bahnhöfe errichtet. Nachdem die Aufgabe des Regional- und Fernverkehrshaltes an den benachbarten Haltepunkt Langenhagen Mitte abgegeben wurde, dient der Bahnhof Pferdemarkt nur noch als S-Bahn-Station.

## Lage
Der Bahnhof liegt im nördlichen Teil der Langenhagener Kernstadt. Er steht von der Walsroder Straße, welche die Nord-Süd-Achse des Langenhagener Straßenverkehrs bildet, entfernt an einer Nebenstraße. Während auf der westlichen Seite ein großes Gewerbegebiet angesiedelt ist, befindet sich auf der östlichen Seite, wo auch das Bahnhofsgebäude ist, ein größeres Wohngebiet. Da sich das Zentrum Langenhagens im Laufe des letzten Jahrhunderts deutlich in Richtung Süden verschoben hat, liegt der Bahnhof dazu dezentral und erschließt nur noch die nördlichen Wohngebiete.

## Geschichte

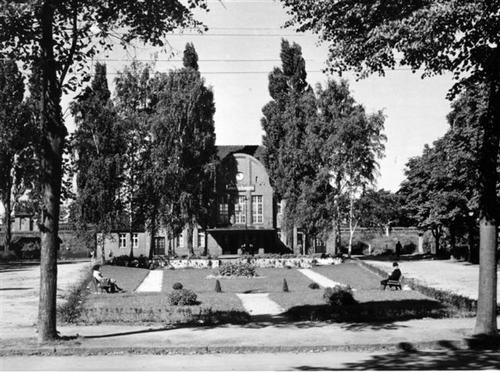
Bahnhofsgebäude um 1935

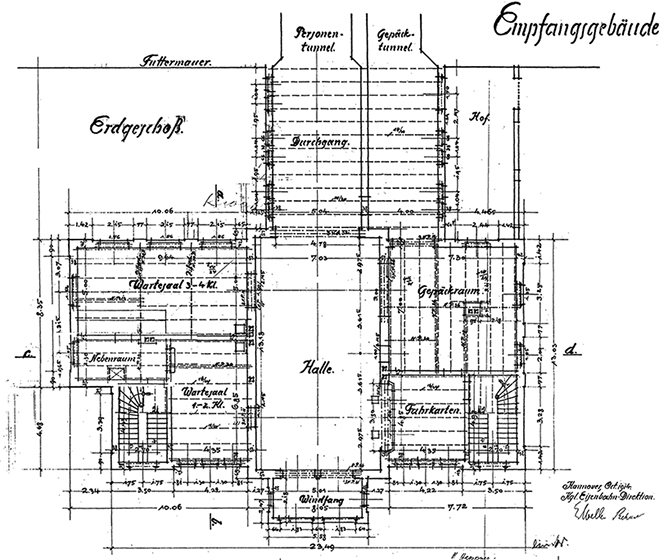
Grundriss Erdgeschoss

Ein Vorläufer des heutigen Bahnhofsgebäudes bestand schon südlich vom jetzigen Standort bei der Eröffnung der Bahnstrecke im Jahr 1890. Der Bau der Bahnstrecke nach Celle brachte Änderungen mit sich. Bereits 1914 wurde die Planung eines neuen Empfangsgebäudes weiter nördlich begonnen, da die Bahntrasse einige Meter über das Geländeniveau angehoben werden sollte. Der Bau wurde jedoch erst 1920 begonnen und konnte 1921 abgeschlossen werden. Das Empfangsgebäude wurde nach dem Stil der Norddeutschen Klinkerarchitektur mit Einfluss des Reformstils, errichtet. Architekten sind nach den Originalzeichnungen Ernst Moeller und Alexander Behnes. Im Gebäude fanden zunächst die Bahnhofsdienststelle, die Bahnmeisterei Langenhagen sowie einige Wartesäle Platz. Da die Strecke nach Celle aber noch nicht im Betrieb war, bot sich die Gelegenheit, die Räumlichkeiten anders zu nutzen. Der Wartesaal für die 3. und 4. Klasse und später die Empfangshalle wurden vorübergehend von der römisch-katholischen Kirchengemeinde Langenhagens für Gottesdienste genutzt. Erst am 15. Mai 1938 wurde der Bahnhof mit der Aufnahme des Betriebes auf der Strecke Langenhagen–Celle zu einem Trennungsbahnhof.
Der Flughafen Hannover-Langenhagen erhielt ein Anschlussgleis für den Güterverkehr. 1965 erreichten erstmals elektrische Züge den Bahnhof auf der Strecke Hannover–Celle. Im Zuge des S-Bahn-Baus Ende der 1990er Jahre wurde die Strecke Hannover–Langenhagen viergleisig ausgebaut und der Personenverkehr mit Inbetriebnahme des S-Bahn-Netzes am 28. Mai 2000 aufgenommen. Für die S-Bahn war ein neuer Inselbahnsteig angelegt worden, während der vorhandene Bahnsteig an den Gleisen von und nach Celle aufgegeben, die Zugänge zugemauert und alle Halte von Regionalzügen zum Bahnhof Langenhagen Mitte verlegt wurden. Zur gleichen Zeit wurde der vorher schlicht als Langenhagen bezeichnete Bahnhof in Langenhagen Pferdemarkt umbenannt, ferner wurden sowohl das Empfangsgebäude als auch die Zugänge zum Bahnsteig durch die Finanzierung aus Mitteln für den Ausbau der S-Bahn saniert. Im neuen Jahrtausend wurde das nun denkmalgeschützte Gebäude auf die Gedenkmünze 700 Jahre Langenhagen geprägt. Es ging im September 2013 aus dem Besitz von Main Asset Management GmbH Deutschen Bahn an einen privaten Investor über, wobei durch das Wegerecht der Zugang zu den Bahnsteigen sichergestellt ist. Seit 2014 werden umfassende denkmalpflegerische Instandsetzungsmaßnahmen durchgeführt, wodurch die wieder begehbaren Flügel des Gebäudes geschäftlich reaktiviert werden. Seit der Trasseneröffnung ermöglichte der Bahnhof der Stadt einen wirtschaftlichen Aufschwung.

## Verkehrsanbindung
Vor der Elektrifizierung der Bahnstrecken wurden die Züge von Dampflokomotiven geführt. In den 1960er Jahren verschwanden sie, da die Strecke Hannover–Celle elektrifiziert wurde. Die Heidebahn nach Buchholz (Nordheide) war jedoch nicht mit einem Fahrdraht ausgestattet, sodass auch Diesellokomotiven den Bahnhof anfuhren. Dieser Verkehr endete erst mit der Elektrifizierung der Heidebahn bis Bennemühlen für die S-Bahn Hannover, denn nun hielten keine Regionalzüge mehr im Bahnhof. Seither wird er nur von elektrischen S-Bahn-Linien bedient.
| Linie | Verlauf | Takt |
| ----- | --- | --- |
| S 4   | Hildesheim – Emmerke – Barnten – Sarstedt – Rethen (Leine) – Hannover Messe/Laatzen – Hannover Bismarckstraße – Hannover Hbf – Hannover-Nordstadt – Hannover-Ledeburg – Hannover-Vinnhorst – Langenhagen Mitte – Langenhagen Pferdemarkt – Langenhagen-Kaltenweide – Bissendorf – Mellendorf – Bennemühlen Stand: Fahrplanwechsel Juni 2022                                                                                                 | 60 min 30 min (Hannover Hbf–Bennemühlen werktags)                                                           |
| S 5   | Paderborn Hbf – Altenbeken – Steinheim (Westf) – Schieder – Lügde – Bad Pyrmont – Emmerthal – Hameln – Bad Münder (Deister) – Springe – Völksen/Eldagsen – Bennigsen – Holtensen/Linderte – Weetzen – Hannover-Linden/Fischerhof – Hannover Bismarckstraße – Hannover Hbf – Hannover-Nordstadt – Hannover-Ledeburg – Hannover-Vinnhorst – Langenhagen Mitte – Langenhagen Pferdemarkt – Hannover Flughafen Stand: Fahrplanwechsel Juni 2022 | 60 min 30/60 min (Bad Pyrmont–Hameln) 30 min (Hameln–Hannover Hbf werktags) 30 min (Hannover Hbf–Flughafen) |

Eine direkte Anbindung an den Busverkehr besteht nicht. Die nächste Haltestelle „Langenhagen/Bahnhofstraße“ liegt etwa 500 Meter entfernt auf der Walsroder Straße und wird von mehreren Buslinien bedient.